# Брест (округ)
Брест (фр. Brest) — округ (фр. Arrondissement) во Франции, один из округов в регионе Бретань. Департамент округа — Финистер. Супрефектура — Брест.
Население округа на 2019 год составляло 378 492 человек. Плотность населения составляет 271 чел./км². Площадь округа составляет 1 396,2 км².

## Состав
Кантоны округа Брест (с 1 января 2017 года):
- Брест-1
- Брест-2
- Брест-3
- Брест-4
- Брест-5
- Гипава
- Ландерно
- Лесневен
- Плабеннек
- Пон-де-Бюи-ле-Кимерк (частично)
- Сен-Ренан

Кантоны округа Брест (с 22 марта 2015 года по 31 декабря 2016 года):
- Брест-1
- Брест-2
- Брест-3
- Брест-4
- Брест-5
- Гипава
- Ландерно
- Ландивизьо (частично)
- Лесневен
- Плабеннек
- Пон-де-Бюи-ле-Кимерк (частично)
- Сен-Ренан

Кантоны округа Брест (до 22 марта 2015 года):
- Брест-Бельвю
- Брест-Каваль-Бланш-Боар-Гилер
- Брест-Керишан
- Брест-Л’Эрмитаж-Гуэну
- Брест-Ламбезеллек
- Брест-Плузане
- Брест-Рекувранс
- Брест-Сен-Марк
- Брест-Сен-Пьер
- Брест-Центр
- Гипава
- Даулас
- Ландерно
- Ланнилис
- Лесневен
- Плабеннек
- Плудальмезо
- Плудири
- Сен-Ренан
- Уэсан